# Pontia davidis
Pontia davidis is een vlindersoort uit de familie van de Pieridae (witjes), onderfamilie Pierinae.
Pontia davidis werd in 1876 beschreven door Oberthür.